# ヘンリエッテ・ゾンターク
ヘンリエッテ・ゾンターク（Henriette Sontag, 後のロッシ伯爵夫人 Countess Rossi 1806年1月3日 - 1854年6月17日）は、ドイツのソプラノ歌手。甘美な声質と抒情的な歌声で、明るい歌を華やかに歌って国際的な名声を博した。

## 生涯
ゾンタークはラインラント（当時はフランス帝国領）のコブレンツでゲルトルーデ・ヴァルプルギス・ゾンターク（Gertrude Walpurgis Sontag）として生まれた。彼女は15歳でデビューを飾った。
1823年のライプツィヒで、彼女はウェーバーの「魔弾の射手」を歌い、同年12月には同じくウェーバーの「オイリアンテ」において初演のタイトル・ロールを務めた。彼女は一気に成功し、1824年にはベルリンのケーニヒスシュタットイッシュ劇場へと赴いた。
ゾンタークは1824年5月7日には、ベートーヴェンの「交響曲第9番」と「ミサ・ソレムニス」の初演のソリストとして招かれている。この時彼女は18歳であった。
2年後の1826年、彼女はロッシーニの「セビリアの理髪師」のロジーナ役を歌った。ここでの彼女は愛らしい性格と高速のコロラトゥーラの技術により大成功を収め、それは当時君臨していた歌姫アンジェリカ・カタラーニをも凌ぐほどであった。
1827年、彼女はパリのイタリア歌劇場と契約し、翌年カルロ・ロッシ伯爵（Carlo Rossi）と結婚した。その後の彼女はヨーロッパ中のあらゆる音楽の中心都市で公演を行い、1852年にはアメリカへも足を運んでいる。他には、ヴァイオリニストのカミラ・ウルソと共演した演奏会もある。
ゾンタークは1854年5月17日にメキシコシティのイタリアオペラに雇われ、フランシスコ・ゴンサレス・ボカネグラ作詞のメキシコ国歌に初めて歌を付けた。1か月後、彼女はコレラに感染し、48歳でこの世を去った。彼女の最後の公演は死の14日前、ロッシーニの「オテロ」のデズデモーナ役であった。彼女はドイツの聖マリエンタール寺院に眠っている。